# Maria Szczucka
Maria Szczucka (ur. 27 marca 1941 w Wereszynie koło Hrubieszowa) – solistka operowa śpiewająca sopranem, karierę artystyczną związała z Teatrem Wielkim w Łodzi.

## Życiorys
Po II wojnie światowej została wraz z rodziną przymusowo deportowana w ramach akcji „Wisła” do wsi Jakunówka niedaleko Kruklanek. W 1958 r. w Liceum Ogólnokształcącym im. gen. Mariusza Zaruskiego w Węgorzewie zdała maturę, a następnie rozpoczęła studia na filologii rosyjskiej na Uniwersytecie Warszawskim. Równolegle ze studiami podjęła naukę śpiewu w średniej szkole muzycznej im. Henryka Wieniawskiego w Warszawie. Po zakończeniu studiów na rusycystyce rozpoczęła w roku 1965 naukę w klasie śpiewu Wyższej Szkoły Muzycznej w Łodzi pod kierunkiem profesor Marii Kunińskiej-Opackiej. Egzamin dyplomowy zdała w roku 1970 i rozpoczęła karierę artystyczną od pracy solistki w Filharmonii Pomorskiej w Bydgoszczy. W roku 1971 w międzynarodowym konkursie wokalnym w Tuluzie zajęła 3. miejsce. Wkrótce po tym otrzymała angaż w Teatrze Wielkim w Łodzi na stanowisku solistki, a następnie objęła funkcję asystenta reżysera, od czasu do czasu występując też na scenie do roku 2018.
W roku 2007 Maria Szczucka została odznaczona przez Ministra Kultury i Dziedzictwa Narodowego brązowym medalem Zasłużony Kulturze - Gloria Artis.
W 2016 otrzymała Nagrodę Ariona.

## Kariera zawodowa
- Filharmonia Pomorska w Bydgoszczy, okres: 1970–1972, stanowisko: śpiewak-solista
- Teatr Wielki w Łodzi, okres: 1972–1994, stanowisko: śpiewak-solista
- Teatr Wielki w Łodzi, okres: 1994 - 2018, stanowisko: asystent reżysera[2]

## Kariera teatralna
- Zaczarowany flet, Wolfgang Amadeus Mozart, forma twórczości: role, postać: Papagena stara, reżyseria: Kazimierz Dejmek, teatr: Teatr Wielki Łódź, data premiery: 1973-03-03

- Wesołe kumoszki z Windsoru, Otto Nicolai, forma twórczości: role, postać: Panna Anna Reich, reżyseria: Krzysztof Pankiewicz, teatr: Teatr Wielki Łódź, data premiery: 1973-06-09
- Cud, czyli Krakowiacy i Górale, Wojciech Bogusławski, Jan Stefani, forma twórczości: role, postać: Basia, reżyseria: Jan Skotnicki, Jan Uryga, teatr: Teatr Wielki Łódź, data premiery: 1974-07-19
- Kniaź Igor, Aleksander Borodin, forma twórczości: role, postać: Dziewczyna połowiecka, reżyseria: Antoni Majak, teatr: Teatr Wielki Łódź, data premiery: 1974-10-05
- Carmen, Georges Bizet, forma twórczości: role, postać: Frasquita, reżyseria: Alfred E. Sistig, teatr: Teatr Wielki Łódź, data premiery: 1975-05-03
- Baron cygański, Johann II Strauss, forma twórczości: role, postać: Arsena, reżyseria: Wolfgang Weit, teatr: Teatr Wielki Łódź, data premiery: 1975-07-05
- Zamek na Czorsztynie, czyli Bojomir i Wanda, Karol Kurpiński, forma twórczości: role, postać: Wanda, reżyseria: Andrzej Żarnecki, teatr: Teatr Wielki Łódź, data premiery: 1977-02-14
- Jolanta, Piotr Czajkowski, forma twórczości: role, postać: Jolanta, reżyseria: Bolesław Jankowski, teatr: Teatr Wielki Łódź, data premiery: 1977-09-16
- Wolny strzelec, Karl Maria Weber, forma twórczości: role, postać: Anusia, reżyseria: Kazimierz Dejmek, teatr: Teatr Wielki Łódź, data premiery: 1978-03-19
- Hrabina, Stanisław Moniuszko, forma twórczości: role, postać: Bronia, reżyseria: Wojciech Boratyński, teatr: Teatr Wielki Łódź, data premiery: 1979-12-08
- Don Pasquale, Gaetano Donizetti, forma twórczości: role, postać: Norina, reżyseria: Lech Komarnicki, teatr: Teatr Wielki Łódź, data premiery: 1982-01-30
- Karłowicz. Interpretacje, Mieczysław Karłowicz, forma twórczości: role, reżyseria: Adam Hanuszkiewicz, teatr: Teatr Wielki Łódź, data premiery: 1983-10-29
- Łucja z Lammermoor, Gaetano Donizetti, forma twórczości: role, postać: Łucja, reżyseria: Renzo Giacchieri, teatr: Teatr Wielki Łódź, data premiery: 1983-11-19
- Walkiria, Richard Wagner, forma twórczości: role, postać: Ortlinde, reżyseria: Wolfgang Weit, teatr: Teatr Wielki Łódź, data premiery: 1984-03-17
- Straszny dwór, Stanisław Moniuszko, forma twórczości: role, postać: Hanna, reżyseria: Sławomir Żerdzicki, teatr: Teatr Wielki Łódź, data premiery: 1985-12-31
- Traviata, Giuseppe Verdi, forma twórczości: asystent reżysera, reżyseria: Guy Coutance, teatr: Teatr Wielki Łódź, data premiery: 1987-03-07
- Nabucco, Giuseppe Verdi, forma twórczości: role, postać: Anna, reżyseria: Marek Okopiński, teatr: Teatr Wielki Łódź, data premiery: 1987-10-24
- Wesoła wdówka, Franz Lehar, forma twórczości: role, postać: Walentyna, reżyseria: Pavel Smok, teatr: Teatr Wielki Łódź, data premiery: 1988-01-09
- Wesoła wdówka, Franz Lehar, forma twórczości: asystent reżysera, reżyseria: Pavel Smok, teatr: Teatr Wielki Łódź, data premiery: 1988-01-09
- Błękitny zamek, Roman Czubaty, forma twórczości: role, postać: Izabella, reżyseria: Ryszard Kubiak, teatr: Teatr Wielki Łódź, data premiery: 1988-12-02
- Kawaler Srebrnej Róży, Richard Strauss, forma twórczości: asystent reżysera, reżyseria: Alexander Kraft, teatr: Teatr Wielki Łódź, data premiery: 1989-03-18
- Diabły z Loudun, Krzysztof Penderecki, forma twórczości: role, postać: Gabriela, reżyseria: Marek Weiss-Grzesiński, teatr: Teatr Wielki Łódź, data premiery: 1990-06-23
- Rycerskość wieśniacza, PietroMascagni, forma twórczości: asystent reżysera, reżyseria: Fedora Barbieri, teatr: Teatr Wielki Łódź, data premiery: 1991-04-20
- Carmen, Georges Bizet, forma twórczości: asystent reżysera, reżyseria: Michel Gies, teatr: Teatr Wielki Łódź, data premiery: 1991-09-14
- Carmen, Georges Bizet, forma twórczości: role, postać: Frasquita, reżyseria: Michel Gies, teatr: Teatr Wielki Łódź, data premiery: 1991-09-14
- Faust, Charles Gounod, forma twórczości: asystent reżysera, reżyseria: Waldemar Zawodziński, teatr: Teatr Wielki Łódź, data premiery: 1993-06-19
- Aida, Giuseppe Verdi, forma twórczości: asystent reżysera, reżyseria: Sławomir Żerdzicki, teatr: Teatr Wielki Łódź, data premiery: 1993-09-25
- Holender tułacz, Richard Wagner, forma twórczości: role, reżyseria: Waldemar Zawodziński, teatr: Teatr Wielki Łódź, data premiery: 1994-06-25
- Kniaź Igor, Aleksander Borodin, forma twórczości: asystent reżysera, reżyseria: Guram Meliwa, teatr: Teatr Wielki Łódź, data premiery: 1994-10-22
- Cyganeria,  Giacomo Puccini, forma twórczości: asystent reżysera, reżyseria: Guram Meliwa, teatr: Teatr Wielki Łódź, data premiery: 1995-02-11
- Rigoletto, Giuseppe Verdi, forma twórczości: asystent reżysera, reżyseria: Meliwa Guram, teatr: Teatr Wielki Łódź, data premiery: 1995-04-22
- Księżniczka czardasza, Emmerich Kalman, forma twórczości: asystent reżysera, reżyseria: Jerzy Woźniak, teatr: Teatr Wielki Łódź, data premiery: 1995-06-10
- Cud, czyli Krakowiacy i Górale, Wojciech Bogusławski, Jan Stefani, forma twórczości: asystent reżysera, reżyseria: Andrzej Żarnecki, teatr: Teatr Wielki Łódź, data premiery: 1995-10-21
- Czarodziejski flet, Wolfgang Amadeus Mozart, forma twórczości: asystent reżysera, reżyseria: Gwenda Berndt, teatr: Teatr Wielki Łódź, data premiery: 1995-12-16
- Czarodziejski flet, Wolfgang Amadeus Mozart, forma twórczości: role, postać: II Dama, reżyseria: Gwenda Berndt, teatr: Teatr Wielki Łódź, data premiery: 1995-12-16
- Trubadur, Giuseppe Verdi, forma twórczości: asystent reżysera, reżyseria: Żerzicki Sławomir, teatr: Teatr Wielki Łódź, data premiery: 1996-03-09
- Casanova, Ludomir Różycki, forma twórczości: asystent reżysera, reżyseria: Włodzimierz Traczewski, teatr: Teatr Wielki Łódź, data premiery: 1996-04-13
- Baron cygański, Johann II Strauss, forma twórczości: asystent reżysera, reżyseria: Kazimierz Kowalski, teatr: Teatr Wielki Łódź, data premiery: 1996-06-08
- Baron cygański, Johann II Strauss, forma twórczości: role, postać: Mirabella, reżyseria: Kazimierz Kowalski, teatr: Teatr Wielki Łódź, data premiery: 1996-06-08
- Student żebrak, Karl Millocker, forma twórczości: role, postać: Palmatyka, reżyseria: Mariusz Skowronek, teatr: Teatr Wielki Łódź, data premiery: 1996-11-16
- Łucja z Lammermooru, Gaetano Donizetti, forma twórczości: asystent reżysera, reżyseria: Roman Kordziński, teatr: Teatr Wielki Łódź, data premiery: 1997-03-08
- Don Giovanni, Wolfgang Amadeus Mozart, forma twórczości: asystent reżysera, reżyseria: Adam Hanuszkiewicz, teatr: Teatr Wielki Łódź, data premiery: 1998-02-07
- Dama pikowa, Piotr Czajkowski, forma twórczości: asystent reżysera, reżyseria: Stanisław Brejdygant, teatr: Teatr Wielki Łódź, data premiery: 1998-04-04
- Konrad Wallenrod, Władysław Żeleński, forma twórczości: asystent reżysera, reżyseria: Andrzej Żarnecki, teatr: Teatr Wielki Łódź, data premiery: 1998-06-20
- Napój miłosny, Gaetano Donizetti, forma twórczości: asystent reżysera, reżyseria: Robert Skolmowski, teatr: Teatr Wielki Łódź, data premiery: 1998-12-19
- Makbet, Giuseppe Verdi, forma twórczości: asystent reżysera, reżyseria: Laco Adamik, teatr: Teatr Wielki Łódź, data premiery: 1999-09-25
- Carmen, Georges Bizet, forma twórczości: asystent reżysera, reżyseria: Jarosław Marszewski, teatr: Teatr Wielki Łódź, data premiery: 1999-10-23
- Zemsta nietoperza, Johann II Strauss, forma twórczości: asystent reżysera, reżyseria: Robert Skolmowski, teatr: Teatr Wielki Łódź, data premiery: 1999-11-27
- Dialogi karmelitanek, Francis Poulenc, forma twórczości: asystent reżysera, reżyseria: Krzysztof Kelm, teatr: Teatr Wielki Łódź, data premiery: 2000-03-04
- Echnaton, Philip Glass, forma twórczości: asystent reżysera, reżyseria: Henryk Baranowski, teatr: Teatr Wielki Łódź, data premiery: 2000-05-20
- Księżniczka czardasza, (wznow.) Emmerich Kalman, forma twórczości: asystent reżysera, reżyseria: Jerzy Woźniak, teatr: Teatr Wielki Łódź, data premiery: 2000-10-20
- Traviata, Giuseppe Verdi, forma twórczości: role, postać: Annina, reżyseria: Kazimierz Kowalski, teatr: Polska Opera Kameralna Łódź, data premiery: 2001-03-31
- Cyrulik sewilski, Gioacchino Rossini, forma twórczości: asystent reżysera, reżyseria: Detlef Heusinger, teatr: Teatr Wielki Łódź, data premiery: 2002-01-30
- Falstaff, Giuseppe Verdi, forma twórczości: asystent reżysera, reżyseria: Wojtek Biedroń, teatr: Teatr Wielki Łódź, data premiery: 2002-02-09
- Purytanie, Vincenzo Bellini, forma twórczości: asystent reżysera, reżyseria: Veredon Gray, teatr: Teatr Wielki Łódź, data premiery: 2002-04-27
- Halka, Stanisław Moniuszko, forma twórczości: asystent reżysera, reżyseria: Krzysztof Kelm, teatr: Teatr Wielki Łódź, data premiery: 2002-06-08
- Cyrulik sewilski, Gioacchino Rossini, forma twórczości: asystent reżysera (wersja koncertowa II), reżyseria: Detlef Heusinger, teatr: Teatr Wielki Łódź, data premiery: 2002-09-05
- Nabucco, Giuseppe Verdi, forma twórczości: asystent reżysera, reżyseria: Matthias Remus, teatr: Teatr Wielki Łódź, data premiery: 2002-09-21
- Rycerskość wieśniacza, Pietro Mascagni, forma twórczości: asystent reżysera, reżyseria: Magdalena Łazarkiewicz, teatr: Teatr Wielki Łódź, data premiery: 2003-04-12
- Kamień filozoficzny, Mozart W.A.,Henneberg J.B.,..., forma twórczości: asystent reżysera, reżyseria: Eva Buchmann, teatr: Teatr Wielki Łódź, data premiery: 2003-09-11
- Pajace, Ruggiero Leoncavallo, forma twórczości: asystent reżysera, reżyseria: Magdalena Łazarkiewicz, teatr: Teatr Wielki Łódź, data premiery: 2004-03-13
- Moc przeznaczenia, Giuseppe Verdi, forma twórczości: asystent reżysera, reżyseria: Robert Skolmowski, teatr: Teatr Wielki Łódź, data premiery: 2004-06-19
- Adriana Lecouvreur, Cilèa Francesco, forma twórczości: asystent reżysera, reżyseria: Tomasz Konina, teatr: Teatr Wielki Łódź, data premiery: 2004-10-23
- Lukrecja Borgia, Gaetano Donizetti, forma twórczości: asystent reżysera, reżyseria: Maciej Prus, teatr: Teatr Wielki Łódź, data premiery: 2004-12-18
- Makbet, Giuseppe Verdi, forma twórczości: asystent reżysera, reżyseria: Tomasz Konina, teatr: Teatr Wielki Łódź, data premiery: 2005-02-05
- Wesoła wdówka, Franz Lehar, forma twórczości: asystent reżysera, reżyseria: Annette Wolf, teatr: Teatr Wielki Łódź, data premiery: 2005-04-16
- Kandyd, Leonard Bernstein, forma twórczości: asystent reżysera, reżyseria: Tomasz Konina, teatr: Teatr Wielki Łódź, data premiery: 2005-06-18
- Tosca, Giacomo Puccini, forma twórczości: asystent reżysera, reżyseria: Frank-Bernd Gottschalk, teatr: Teatr Wielki Łódź, data premiery: 2005-11-12
- Aida, Giuseppe Verdi, forma twórczości: asystent reżysera, reżyseria: Marek Weiss-Grzesiński, teatr: Teatr Wielki Łódź, data premiery: 2006-02-18
- Łucja z Lammermooru, (wznow.) Gaetano Donizetti, forma twórczości: reżyseria z Waldemarem Stańczukiem, teatr: Teatr Wielki Łódź, data premiery: 2006-03-18
- Krakowiacy i Górale, Wojciech Bogusławski, Jan Stefani, forma twórczości: asystent reżysera, reżyseria: Kazimierz Kowalski, teatr: Teatr Wielki Łódź, data premiery: 2006-10-14
- Halka, Stanisław Moniuszko, forma twórczości: asystent reżysera, reżyseria: Kazimierz Kowalski, teatr: Teatr Wielki Łódź, data premiery: 2006-10-28
- Księżniczka czardasza, Emmerich Kalman, forma twórczości: asystent reżysera, reżyseria: Kazimierz Kowalski, teatr: Teatr Wielki Łódź, data premiery: 2006-12-08
- Cyrulik sewilski, Rossini Gioacchino, forma twórczości: asystent reżysera, reżyseria: Henryk Baranowski, teatr: Teatr Wielki Łódź, data premiery: 2007-04-14
- Hrabina, Stanisław Moniuszko, forma twórczości: asystent reżysera, reżyseria: Kazimierz Kowalski, teatr: Teatr Wielki Łódź, data premiery: 2007-09-29
- Hrabina Marica, Emmerich Kálmán, forma twórczości: asystent reżysera, reżyseria: Daniel Kustosik, teatr: Teatr Wielki Łódź, data premiery: 2007-11-03
- Opowieści Hoffmanna, Jacques Offenbach, forma twórczości: asystent reżysera, reżyseria: Giorgio Madia, teatr: Teatr Wielki Łódź, data premiery: 2007-12-15
- Czarodziejski flet, Wolfgang Amadeus Mozart, forma twórczości: asystent reżysera, reżyseria: Waldemar Zawodziński, teatr: Teatr Wielki Łódź, data premiery: 2008-12-20
- Czarodziejski flet, Wolfgang Amadeus Mozart, forma twórczości: role, postać: Pierwsza dama dworu, reżyseria: Waldemar Zawodziński, teatr: Teatr Wielki Łódź, data premiery: 2008-12-20
- My Fair Lady, Frederick Loewe, forma twórczości: asystent reżysera, reżyseria: Maciej Korwin, teatr: Teatr Wielki Łódź, data premiery: 2009-10-02
- My Fair Lady, Frederick Loewe, forma twórczości: role, postać: Pani Pearce, reżyseria: Maciej Korwin, teatr: Teatr Wielki Łódź, data premiery: 2009-10-02
- Kochankowie z klasztoru Valldemosa, Marta Ptaszyńska, forma twórczości: asystent reżysera, reżyseria: Tomasz Konina, teatr: Teatr Wielki Łódź, data premiery: 2010-12-18